# Augusto Santos Silva
Augusto Santos Silva (Porto, 20 agosto 1956) è un politico portoghese, ministro degli esteri del Portogallo dal 2015 nei Governi Costa I e Costa II e Presidente dell’Assemblea della Repubblica dal 2022 al 2024.

## Biografia
Nato a Porto nel 1956, si è laureato in storia all'Università di Porto nel 1978 e ha poi ottenuto un dottorato in sociologia all'ISCTE (Istituto Universitario di Lisbona). Nel 1981 ha iniziato la sua carriera accademica come professore di economia all'Università di Porto.
Nel 1991 si iscrive al Partito Socialista e alle elezioni legislative del 1995 viene eletto deputato all'Assemblea della Repubblica. Nel 2000 viene nominato Ministro dell'istruzione nel Governo guidato da António Guterres e nel 2001 Ministro della cultura.
Dal 2005 al 2009 è Ministro per i rapporti con il Parlamento e dal 2009 al 2011 Ministro della Difesa, nei Governi guidati da José Sócrates.
Dal 2015 al 2022 è stato Ministro degli esteri nel Governo del Primo Ministro António Costa.
Dal 29 marzo 2022 è Presidente dell’Assemblea della Repubblica.